# Аласан Сејду Лансина
Аласан Сејду Лансина (фр. Alassane Seydou Lancina; 9. септембар 1993) нигерски је пливач који се углавном такмичи у спринтерским тркама слободним, леђним и делфин стилом. Вишеструки је национални првак и рекордер у великим и малим базенима и учесник светских првенстава. 

## Спортска каријера
Лансина је дебитовао на светским првенствима у Казању 2015, а једину трку у којој је учествовао, ону на 50 прсно, завршио је на 71. месту у квалификацијама. Учествовао је и на светским првенствима у Будимпешти 2017. (74. на 50 прсно и 73. на 100 прсно) и Квангџуу 2019. (66. на 50 леђно и 99. на 50 слободно). 
Био је учесник и светских првенстава у малим базенима у Виндзору 2016. и Хангџоу 2018. године. 
Наступио је и на Афричким играма 2019. у Казабланци.